# Megophtalmidia freemani
Megophtalmidia freemani är en tvåvingeart som beskrevs av Lane 1954. Megophtalmidia freemani ingår i släktet Megophtalmidia och familjen svampmyggor. Inga underarter finns listade i Catalogue of Life.